# Bighorn Peak (Wyoming)
Der Bighorn Peak ist ein Berg im Bighorn National Forest im US-Bundesstaat Wyoming. Er hat eine Höhe von 3756 m und ist Teil der Bighorn Mountains im Norden des Bundesstaates. Er liegt innerhalb der Cloud Peak Wilderness Area im Johnson County, einige Kilometer nördlich des U.S. Highway 16. Der Darton Peak liegt 2,5 km nördlich.